# 187 (film)
Az 187 (eredeti cím: One Eight Seven) 1997-ben bemutatott amerikai filmdráma Kevin Reynolds rendezésében. A fegyelmezetlen diákok és tanáraik közötti konfliktusok tarthatatlan helyzetére, elfajulására rámutató film forgatókönyvét Scott Yagemann tanár írta, saját tapasztalatai alapján. A főszerepben Samuel L. Jackson látható.

## Cselekmény
|  | Alább a cselekmény részletei következnek! |

Trevor Garfield egy New York-i középiskola tanára, akinek a hivatása a mindene. Egyik nap fenyegetést kap egy általa megbuktatott diáktól egy 187-es számokkal telefirkált tankönyv formájában. Az iskola igazgatója csak legyint, mikor Garfield azzal érvel, hogy ez a szám az emberölés rendőrségi kódja. A diák még aznap megkéseli a folyosón.
15 hónappal később helyettesítő tanári állást ajánlanak neki Los Angelesben. Ez az iskola is hasonlóan veszélyes, mint az előző: a biztonsági szolgálat emberei fémdetektorokkal vizsgálják meg a belépő diákokat, akik közül néhányan büntetőeljárás alatt vannak. Trevor gyorsan szembekerül Benny-vel, Stevie-vel, Pacóval és Césarral, akik a K.O.S. banda tagjai, de Trevor nem hagyja magát megfélemlíteni. Megismerkedik Dave Childress és Ellen Henry kollégákkal is, az utóbbi szintén kapott halálos fenyegetést.
Benny, aki pártfogó felügyelet alatt áll, és egy este lelő egy kóbor graffitist, aznap nem tér haza, és nem látják többet. Hetek múlva holtan találják meg egy csatornában. César mutatóujját is levágja valaki, és a bandatagok Garfieldre gyanakodnak.
A tanár és a diákok minden incidensért visszavágnak egymásnak valamivel, és az adok-kapok az orosz rulettezésig fajul, ahol Garfield és César is meghalnak. A film jelképesen az évzáróval végződik, ahol Rita, a spanyol diáklány Garfield korábbi biztatásának és segítségének köszönhetően leérettségizik csak úgy, mint Stevie. Ellen iskolát vált, Paco pedig a kerítésen kívül hallgatja egy ideig az ünnepséget, majd az iskolának hátat fordítva vélhetően a bűnözés világában merül el.

## Szereplők
| Színész             | Szerep           | Magyar hang          |
| ------------------- | ---------------- | -------------------- |
| Samuel L. Jackson   | Trevor Garfield  | Csankó Zoltán        |
| John Heard          | Dave Childress   | Sörös Sándor         |
| Kelly Rowan         | Ellen Henry      | Kökényessy Ági       |
| Clifton Collins Jr. | César Sánchez    | Dolmány Attila       |
| Tony Plana          | García igazgató  | Jakab Csaba          |
| Karina Arroyave     | Rita Martínez    | Nagy-Németh Borbála  |
| Lobo Sebastian      | Benny Chacón     | Csík Csaba Krisztián |
| Demetrius Navarro   | Paco             | Csőre Gábor          |
| Jonah Rooney        | Stevie Littleton | Minárovits Péter     |